# Хурони
Хурони или Вендати (у САД Вајандоти), су ирокешки народ који је у 15. веку, пре првог контакта са Европљанима, насељавао велико подручје данашње Канаде које је на југоистоку обухватало скоро целу северну обалу језера Онтарио, док је на северозападу допирало до југоисточних обала залива Џорџија. Када су 1615. успоставили контакт са француским истраживачем Самјуелом де Шампленом живели су на обали залива Џорџија. Говорили су северноирокешким хуронским језиком. Према неким проценама у време првог контакта са Европљанима од 1610. до 1620. године било их је више од 30.000.
Након 1634. године њихов број се драстично смањио због епидемија заразних болести које су донели Европљани, а на које Хурони нису имали природни имунитет. Своју домовину су напустили након рата из 1649. године који су водили са Ирокезима (Ходиношонима), у то време насељеним у данашњим америчким државама Њујорк и Пенсилванија. Археолошки докази о овој сеоби откривени су на локалитету Рок Ајл`нд II у Висконсину.
Крајем 17. века, део Хурона (Вендата) се ујединио са Петунима (Тиононтатима) који су такође говорили једним од ирокешких језика. Име Тиононтата на француском језику је Петуни − „народ дувана” због тога што им је дуван био најзначајнији усев којим су трговали. Петуни су живели западно од Хурона и били су им блиско сродни, највероватније огранак једног од њихова 4 главна племена. Овај део хуронског народа се населио у САД и користио је име Вајандот (вероватно верзија хуронског аутонима Вендат)
Хуронско горје простире се низводно од извора реке Сен Лорен, дуж већег дела северне обале језера Онтарио, до територије сродног народа Неутрал. Простире се на север све до залива Џорџија, на чијим су обалама Хурони живели у време пораза и губитка земље 1649. године.
Данашњи Хурони у САД су организовани као Вајандотска нација, са седиштем у граду Вајандоту; док су у Канади у Квебеку организовани као Хуронска−Вендатска нација, чија 2 резервата чине једну енклаву у граду Квебеку.

## Етимологија
Почетком 17. века аутоним Хурона био је Вендат, што значи „становници полуострва” или „острвљани”. Што би могло бити повезано са чињеницом да је историјска територија Вендата омеђена са три стране водама залива Џорџија и језера Симко. Рани француски истраживачи називали су их Хуронима, што је вероватно изведено из француске речи hure („вепрова глава”) или huron („грубијан”, „сељак”). Према увреженом мишљењу, име је везано за веровање француских морнара да чекињаста фризура вендатских ратника подсећа на вепрову главу. Француски трговци крзном и истраживачи називали су их „Добри Ирокези” (фр. bon Iroquois). Према Раселу Ерету (1885) име потиче од ирокешке кованице Ири-ронон („Мачји народ”, „Народ мачке”), име које се такође односи на народ Ири. На француском је, према овој верзији, име изговарано као Хири-ронон, што је постепено прерасло у данашњи облик, Хурон. Према Вилијаму Мартину Бошану (1907) Хурон је бар у неком облику повезано са ирокешком речи ронон („народ”). Друге етимолошке могућности изведене су из алгонквинских речи ка-рон („равна обала”) или ту-рон („крива обала”). Име Вајандот је вероватно искривљена верзија имена Вендат. Постоји и тумачење према коме је ово име изведено из мохочке речи за дуван.

## Историја

### Пре контакта са Европљанима
Према најстаријим теоријама о пореклу Хурона, они потичу из долине реке Сен Лорен. Неки историчари и антрополози су изнели претпоставку да су Хурони били насељени у близини данашњег Монтреала и области коју су насељавали Сен Лоренски Ирокези. Почетком 21. века, истраживања у областима лингвистике и археологије потврдила су постојање историјске везе између Хурона и Сен Лоренских Ирокеза. Али сви народи који говоре ирокешким језицима делили су неке аспекте своје културе, укључујући народе Ири, Сасквеханок, као и шест племена Ирокешке конфедерације.
Археолози су 1975. и 1978. у Пикерингу, у близини језера Онтарио, открили велико хуронско село из 15. века (налазиште Дрејп`р). На само пет километара од њега, у Витчерч-Стовилу, 2003. је откривено веће село. Првобитно названо налазиште Мент`л, а касније преименовано у налазиште Жан-Баптист Лене, у част одликованог хуронског војника из Другог светског рата. 
Оба насеља била су окружена одбрамбеном дрвеном палисадом, што је било типично за ирокешке културе. На налазишту Мент`л, било је више од 70 дугих кућа у којима је живео већи број породица.
Према канадском археологу Џејмсу Ф. Пендергасту, на основу данас расположивих података, може се са великом дозом сигурности претпоставити, да су се Хурони као посебан народ развили у хуронској прадомовини у јужном Онтарију, дуж северне обале језера Онтарио. На овој територији су Хурони живели мало пре контакта, а такође и њихови непосредни преци. Одатле су се преселили на своју историјску територију у заливу Џорџија, где их је 1615. затекао Шамплен.
Вендатски народ се састојао од најмање четири племена која су говорила узајамно разумљивим језиком. Према народном предању, стварање Хуронске (или Вендатске) конфедерације започела су племена Атинавантан („Народ медведа”) и Атиненон нахак („Народ конопца”) склапањем савеза у 15. веку. Придружила су им се племена Арендаронон („Народ стене”) око 1590. године, и Тахонтенрат („Народ јелена”) око 1610. Пета група, Атаронкронон („Народ мочваре”), вероватно није стекла пуноправно чланство у конфедерацији, и вероватно је била део племена Атинавантан.
Највеће хуронско насеље, уједно и њихов главни град био је Ососан. У његовој близини развио се данашњи градић Елмвејл. Хурони су своју традиционалну територију називали Вендак.
Тиононтати су били блиско сродни Хуронима, такође су припадали ирокешкој породици народа, Французи су их називали Петун („Народ Дувана”), због узгоја тог усева. Живели су јужније и били су подељени у две групе: Јелене и Вукове. С обзиром на то да су они након стапања Тиононтата и дела Хурона чинили језгро уједињеног племена, касније названог Вајандот, могуће је да су и они користили име Вендат као свој аутоним.

### Први контакт са Европљанима и сеоба Хурона
Најстарији писани извори у којим се помињу Хурони дело су француских истраживача, који су почели да истражују Северну Америку у 16. веку. Вести о Европљанима стизале су до Хурона, нарочито када је Семјуел де Шамплен истраживао реку Сен Лорен почетком 17. века. Неки Хурони су одлучили да се сусретну са Европљанима. Атланта, врховни поглавица хуронског племена Арендаронон, отишао је у град Квебек и склопио савез са Французима 1609. године.
У делу „Односи Језуита Нове Француске” (фр. Relations des Jésuites de la Nouvelle-France) из 1639. Хурони су описани на следећи начин:
Робусни су и сви су много виши од Француза. Једина одећа им је даброва кожа, коју носе на раменима у облику плашта; обућа и панталоне зими, врећа дувана иза леђа, лула у руци; око врата и руку огрлице од перли и наруквице од порцелана; такође им висе са ушију и праменова косе. Косу и лице мажу са машћу; лице такође црном и црвеном бојом.— Jesuit François du Peron, Jesuit Relations (1898) Volume XV
Величина хуронске популације у време контакта са Европљанима је процењена на 20.000 до 40.000 људи. Од 1634. до 1640. године Хурони су тешко пострадали од заразних болести донетих из Евроазије, као што су мале и велике богиње. Народи Северне Америке нису имали имунитет на ове болести и патили су од врло високих стопа морталитета. Епидемиолошке студије показале су да је почев од 1634. године значајно повећан број европске деце која су емигрирала са својим породицама у Нови свет из градова у Француској, Великој Британији и Холандији, у којима су богиње биле ендемска болест. Историчари верују да се болест проширила са деце на Хуроне и друге домородачке народе, често преко контакта домородаца са трговцима.
Туберкулоза је била ендемска међу Хуронима, а њеном ширењу доприносили су услови живота у дугим кућама (велики број људи на малом простору и задимљеност просторија). Упркос томе, Хурони су описивани као веома здрави. Језуити су писали да су Хурони ефикасно користили природне лекове и да су здравији од Језуита.
Број Хурона који је умро од заразних болести је био толико велики, да су преживели Хурони напустили многа своја села и пољопривредна подручја. Отприлике половина до две трећине становништва умрла је од ових болести, па је број Хурона смањен на око 12.000. Због таквих губитака хуронско друштво је платило високу цену, многе породице и кланови су уништени, а структура и традиција њиховог друштва је нарушена.
Хурони су, још пре доласка Француза, ушли у сукоб са Ирокешком конфедерацијом (Ходиношони, Пет племена). До краја 16. века, неколико хиљада Хурона је живело у данашњој централној Западној Вирџинији дуж реке Канова, што је најјужнија област коју су насељавали, али су их одатле протерали Ходиношони, који су у 17. веку извршили инвазију из данашњег Њујорка, како би увећали површину својих ловишта, која су користили за лов на даброве чијим крзнима су трговали. Када су се европске силе укључиле у трговину, сукоб међу домороцима значајно се појачао због жеље да контролишу уносну трговину крзном и задовоље европску потражњу. Французи су се удружили са Хуронима јер су у то време били најнапреднија трговачка нација. Ходиношони су склопили савез са Холанђанима, а касније и Енглезима, који су се населили на њиховој територији у Олбанију и Мохочкој долини.
Појава европског оружја и трговине крзном довели су до распламсавања рата и надметања међу домороцима. Док су Ходиношони (Ирокези) од холандских трговаца у Њујорку лако набављали оружје у замену за крзно, од Вендата је било захтевано да приме хришћанство да би добили оружје од француских трговаца у Канади. Стога су били неприпремљени, када је 16. марта 1649. године 1.000 ходиношонских ратника, ушло у Вендак (Хуронију) и спалило хуронска мисионарска села Свети Игнац и Свети Луј у данашњем округу Симко у Онтарију, убивши притом око 300 људи. Ирокези су такође убили многе језуитске мисионаре, који су касније проглашени за северноамеричке мученике. Преживели језуити спалили су мисију након што су је напустили како би спречили њено заузимање. Свеобухватни напад Ирокеза шокирао је и уплашио преживеле Хуроне. Хурони су након њега били одсечени од Холанђана и Британаца, чиме је Ирокешка конфедерације онемогућила трговину са њима, са друге стране Ирокези су имали приступ слободној трговини са свим Европљанима на том подручју, посебно са Холанђанима. Због тога су Хурони били приморани да наставе са употребом каменог оруђа и оружја попут стрела, камених стругача и резача. У поређењу са готово општом употребом европског гвозденог алата код Ирокеза на том подручју. Трговачки каравани Хурона редовно су били изложени пљачки, а недостатак ватреног оружја обесхрабривао је трговину Хурона са Французима, барем без француске заштите. Када су коначно дошли у посед ватреног оружја, недовољно искуство у употреби ватреног оружја у односу на њихове суседе, било им је значајан недостатак. Такође, поседовање ватреног оружја навело је Ирокезе да их још јаче нападну.
Хурони су до 1. маја 1649. спалили 15 својих села како би спречили Ирокезе да дођу до њихових залиха хране, а затим су као избеглице побегли у на територију околних народа. Око 10.000 је побегло на острво Гахондо (данас Хришћанско острво), где су током зиме гладовали, јер на острву није било могуће произвести довољно хране. Након што су на острву провели зиму 1649–50, преживели Хурони преселили су се у Квебек, где су се 6 пута селили из насеља у насеље, да би на крају населили данашње насеље/резерват Вендак у граду Квебеку. Од ове групе Хурона потиче данашње хуронско племе „Хуронска−Вендатска нација”. Један део Хурона заробили су Ирокези. А део је уточиште нашао код Петуна, чија су села Ирокези напали у јесен 1649. Након чега су преживели Хурони из ове групе и Петуни заједно побегли у област око горњег дела језера Мичиген, населивши се прво око залива Грин Беј, а затим на острво Мичилимакино. Овај део Хурона се ујединио са Петунима и од њих потиче данашње федерално признато хуронско племе „Вајандотска нација”. Почетком 18. века, Вајандоти су се преселили у Охајо, одакле су 1842. протерани у Канзас, затим је део њих који 1855. нису постали грађани Канзаса последњи пут протеран 1867. у Оклахому, где су добили резерват величине 81 km².

### Хуронско−британски споразум (1760)
Непосредно пре капитулације Монтреала пред британским снагама, 5. септембра 1760. године, бригадни генерал Џејмс Мари потписао је „Споразум о миру и пријатељству” са поглавицама Хурона/Вендата који су тада боравили у Лорету, данашњем Вендаку. Текст споразума гласи:
Ово треба да потврди да је ПОГЛАВИЦА индијанског племена ХУРОН, дошао код мене у име своје нације, да се потчини Његовом БРИТАНИЧКОМ ВЕЛИЧАНСТВУ и склопи мир, примљен под моју заштиту, са целим његовим племеном; и од сада ниједан енглески службеник или странка не сме да их злоставља, или прекида у повратку у њихово насеље у ЛОРЕТУ; и они су примљени под истим условима са Канађанима, дозвољено им је слободно исповедање њихове вере, њихових обичаја и слободе трговине са Енглезима: - препоручујући официрима који командују постајама, да се према њима понашају љубазно.

Дато под моју руку у Лонгеју, овог 5. септембра 1760.

По наређењу генерала Џ. МАРИЈА.

ЏОН КОНАН,

Adjust. Genl.
Споразумом су признати Хурон−Вендати као посебна нација и гарантовано је да се Британци неће мешати у унутрашња питања Хурон-Вендата. Врховни суд Канаде је 1990. године пресудио у предмету Р против Суија (енгл. R v Sioui) и утврдио да је Хуронско-британски уговор из 1760. још увек важећи и обавезујући за Круну.

### Вајандоти
Након пораза од Ирокеза, крајем 17. века, део Хурона је уточиште нашао код Петуна. Након ирокешког напада на петунску територију, Хурони и Петуни су прво побегли у област око горњег дела језера Мичиген, око залива Грин Беј, одакле су касније отишли на острво Мичилимакино. Уједињењем ове групе Хурона и Петуна створено је данашње федерално признато хуронско племе „Вајандотска нација”. Почетком 18. века, Вајадонти су се преселили у долину реке Охајо, а 1745. велики део их се населио у близини града Сандаски у северном Охају.
У току Америчког рата за независност (1775−1783), Вајадонти су стали на страну Британаца. Од 15. до 19. августа 1782. учествовали су у неуспешној опсади утврђеног насеља Брајан Стејш`н  (енгл. Bryan Station), заједно са британским снагама. Након што су индијански скаути дојавили да браниоцима насеља у помоћ долази кентакијска милиција, престали су са опсадом. Неколико дана касније дошло је до „Битке код Блу Ликса” у којој су Вајадонти и Британци поразили кентакијску милицију, коју је предводио Данијел Бун. Крајем 1782. учествовали су заједно са Шонима, Сенекама и Делаверима у неуспешној опсади Форт Хенрија на реци Охајо.
Након Америчког рата за независност, потписан је споразум (1785) са владом САД, којим је потврђено њихово право власништва над земљом која је била у њиховом поседу. Током „Рата са Индијанцима Северозапада” (1785−1795), Вајандоти су се борили против САД. Рат је окончан 1795, када је потписан „Гринвилски споразум”, којим су изгубили велики део своје земље. „Споразумом из Детроита” (1807), који су потписали представници Вајандота, Отава, Оџибва и Потаватомија на једној страни и представници САД на другој, велики део домородачке земље у северозападном Охају и југоисточном Мичигену уступљен је САД. Земља која је остала староседеоцима била је расцепкана у мале енклаве. Потписивањем „Споразума из Форт Мегса” (1817),  драстично је смањена површина земље у власништву Вајандота, јер им је у Охају преостало само неколико малих парцела земље. 
Вајандотима је 1842. одузета сва земља источно од Мисисипија (што је био део политике протеривања Индијанаца) и протерани су у Канзас (тада део Индијанске територије) у делаверски резерват. Потписаним споразумом са владом САД добили су компензацију за одузету земљу. Овим средствима ($46.080) су од Делавера купили 93 km² земље у данашњем округу Вајандот. Парцела коју су купили је мање више квадратног облика и налази се северозападно од ушћа реке Канзас у Мисури.
До 1855. године број Вајандота се смањио на 600 до 700 људи. 14. августа те године, „Вајандотска нација” је изабрала новог поглавицу. Истог дана Вајандоти су огласили продају 82,9 km² земље, подељену у већи број парцела, које су на крају продате за укупно 25.600 долара.
Вајандоти су играли важну улогу у политици Канзаса. На састанку у згради „Вајандотског већа” у Канзас Ситију, 26. јула 1853. године, Вилијам Вокер, који је био Вајандот, изабран је за привременог гувернера територије Небраске, која је у то доба укључивала и Канзас. Изабрали су га Вајандоти и бели трговци, а добио је подршку и од утицајних људи изван територије, који су желели да предухитре савезну владу у организацији територије, због жеље да се окористе од насељавања Канзаса белим досељеницима. Вокер и други су заговарали идеју да траса предложене трансконтиненталне железнице прође кроз Канзас. Иако савезна влада није признала избор Вокера, ови догађаји су навели савезну владу да донесе „Закон о Канзасу-Небраски” којим су створене посебне територије Канзас и Небраска.
У једном чланку из октобра 1855. године у Њујорк тајмсу објављено је да су Вајандоти слободни (то јест, имају држављанство САД) и да за њих не важе ограничења која важе за друга племена. Њихове вође су једногласно подржавале ропство, што је значило 900 или 1.000 додатних гласова против „Покрета слободна држава” у Канзасу, који је заговарао забрану ропства у Канзасу након његовог проглашења за државу.
Након Америчког грађанског рата (1861−1865), део Вајандота који 1855. нису постали грађани Канзаса, последњи пут је 1867. протеран у данашњу Оклахому, где су добили резерват величине 81 km².
Амерички парламент је 1887. донео „Дозов закон” (енгл. Dawes Act), који је предвиђао да се племенски комунални поседи поделе на појединачне парцеле, које би затим биле подељене индијанским породицама, док би део земље који би преостао након поделе могао бити продат савезној влади. Закон је  на Индијанској територији спроведен 1893. након стварања „Дозове комисије” (енгл. Dawes Commission). Вајондотска земља је подељена између 241 члана Вајандотске нације забележеног на Дозовим свицима (енгл. Dawes Rolls). Вајандоти у Оклахоми задржали су одређену племенску структуру и власништво над комуналним хуронским гробљем, које је до тог доба прешло под јуриздикцију Канзас Ситија.
Након доношења америчког „Закона о социјалној заштити Индијанаца Оклахоме” (енгл. Oklahoma Indian Welfare Act) из 1934. године, који је омогућио обнову укинутих федерално признатих племена, Вајандоти су се 1937. организовали у „Вајандотску нацију Оклахоме”, која је касније променила име у „Вајандотска нација” и добили признање савезне владе. Закон је омогућио Индијанцима да поново држе заједничку (комуналну) имовину и да развију самоуправу и суверенитет.
Поново је 1956. донет закон о укидању федералног признања „Вајандотске нације”, што је био део шире политике савезне владе у периоду од 1940-их до средине 1960-их. Одређен је рок од три године за окончање поступка. Група Вајандота је покренула парницу против Сједињених Држава и Канзас Ситија, чиме је савезна влада онемогућена да испуни услове предвиђене законом о укидању, што је на крају спречило укидање „Вајандотске нације”. Евиденција „Бироа за управљање земљиштем” (енгл. The Bureau of Land Management) потврђује да Савезни регистар никада није објавио укидање Вајандотске комуналне земље, па самим тим није званично ликвидирана.
Када је Конгрес 15. маја 1978. године обновио друга укинута племена Оклахоме, законом је била обухваћена и „Вајандотска нација”. Сва права и привилегије која су, сва три племена обухваћена овим законом, имала пре укидања су враћена или потврђена.

### Од 20. века до данас
Почев од 1907. године, вршена су археолошка ископавања на месту уништене језуитске мисије у близини залива Џорџија. Мисија је од тада реконструисана као Сант Мари међу Хуронима (фр. Sainte-Marie-au-pays-des-Hurons), музеј живе историје који се налази поред светилишта мученика. Ово римокатоличко светилиште посвећено је десеторици северноамеричких мученика.
Америчка савезна влада је 1940-их основала „Индијански тужбени суд” (енгл. Indian Claims Court) ради решавања жалби разних индијанских племена. Суд је пресудио по тужбама, а Конгрес је издвојио 800 милиона долара за надокнаду штете племенима због уговора које је прекршила америчка влада, или због губитка земље коју су им одузели досељеници који су заузели њихове територије. Вајандоти су поднели тужбу за обештећење због присилне продаје њихове земље савезној влади према Закону о пресељењу Индијанаца из 1830, који је предвиђао пресељење Индијанаца западно од реке Мисисипи. Сједињене Државе су плаћале Вајандотима 75 центи по јутру (0,4046 хектара) за њихову земљу, а стварна вредност земље је била 1,50 долара по јутру.
Иако је Конгрес предвидео рок за доношење пресуда по индијанским тужбама, савезни окружни судови су наставили да разматрају тужбе за компензацију и друге сличне предмете. У фебруару 1985. америчка влада коначно се сложила да потомцима Вајандота исплати 5,5 милиона долара на основу нагодбе којом су намирена њихова преостала потраживања. Нагодба се односила на споразум од пре 143 године (1842). Сједињене Америчке Државе су 1842. присилиле Вајандоте да продају своју земљу у Охају по цени нижој од тржишне. Портпарол БИА (Биро за Индијанска Питања) изјавио је да ће влада у јулу 1985. платити по 1.600 долара сваком од 3.600 Вајандота у Канзасу и Оклахоми који су могли да докажу да су потомци Вајандота који су били обухваћени протеривањем Индијанаца (1842).
Представници географски удаљених хуронских/вендатских „племена” из Квебека, Канзаса, Оклахоме и Мичигена 27. августа 1999. године, окупили су се у својој историјској домовини у Мидланду и поново су формално успоставили Хуронску (Вендатску) конфедерацију.

## Данашње хуронске подгрупе

### Признате хуронске „нације”
У САД постоји једно савезно признато „племе”:
- Вајандотска нација, са седиштем у граду Вајандоту,[46] која је 2011. имала 4.957 регистрованих чланова.[47]

У Канади постоји једна „прва нација”:
- Хуронска−Вендатска нација, са седиштем у Вендаку, који је енклава (коју чине 2 резервата) у граду Квебеку. Хуронска−Вендатска нација има 4.343 регистрованих чланова.[1] По вероисповести су већином католици, а говоре француским као матерњим језиком. Они су почели да подстичу своју децу да уче и употребљавају хуронски језик. Деценијама је најзначајнији извор прихода Вендата из Квебека био продаја грнчарије, традиционално дизајнираног крпља, летњих и зимских мокасина и других производа домаћих занатлија.[48]

### Непризнате групе
У Сједињеним Америчким Државама постоје два савезно непризната племена :
- Вајандотска нација Андердона, са седиштем у мичигенском граду Трентону, има 1.200 регистрованих чланова;[49]
- Вајандотска нација Канзаса, са седиштем у канзашком граду Канзас Ситију, има око 400 регистрованих чланова.

„Вајандотска нација Канзаса” водила је правне битке са „Вајандотском нацијом” из Оклахоме око судбине Хуронског гробља у канзашком граду Канзас Ситију. Због свог значаја гробље је уврштено у „Национални регистар историјских места”, било је предмет спорења више од једног века. Због компликација током процеса уклањања Индијанаца из Канзаса, земља је и даље била под законском контролом федерално признате „Вајандотске нације”, коју су чинили људи који су напустили Канзас и отишли у Оклахому. Они су били заинтересовани за продају историјског гробља и премештање покојника из старих гробова и њихово поновно сахрањивање на оближњем гробљу Квиндаро, како би се обезбедила средства за финансирање јавних служби „Вајандотске нације” (из Оклахоме). Многи канзашки Вајандоти, од којих су многи сахранили чланове породице на историјском гробљу, противили су се тој идеји, јер би претварање гробља у градско грађевинско земљиште подразумевало премештање посмртних остатака Вајандота и других Индијанаца. Две групе су се 1998. године коначно сложиле да сачувају гробље у Канзас Ситију и да га користе у верске, културне и друге сврхе које одговарају његовој светој историји и употреби.

## Култура
Као и други ирокешки народи, Хурони су били пољопривредници који су своју исхрану допуњавали ловом и риболовом. Главни извор хране било им је неколико сорти кукуруза, тиквица и пасуља („Три сестре”), које су узгајале жене. Оне су чувале семе које је имало различите карактеристике и радиле на производњи најбољих усева за различите намене. Такође су сакупљали орахе, воће и самоникло поврће. Исхрану су допуњавали првенствено рибом коју су ловили мушкарци. Мушкарци су ловили и јелене и друге животиње доступне током сезоне лова. Већи део пољопривредних радова обављале су жене, оне су биле задужене за садњу, обрађивање земље и припрему хране, док су мушкарци обављали најтеже послове, као што је крчење шума и шибљака, како би дошли до нових њива. Ова метода пољопривреде на традиционалан начин зове се премештање усева („посеци и спали”). Мушкарци су поред лова и риболова били задужени и за градњу кућа, кануа и алата. Свака породица је поседовала земљиште које је обрађивала; ова земља је поново постајала заједничко власништво када би породица престала да га користи.
Хурони су живели у селима која су покривала површину од једног до десет јутара (од 4.046m² до 40.460m² = 4ha), од којих је већина била утврђена ради одбране од непријатељских напада. Живели су у дугим кућама, слично другим народима који припадају ирокешкој култури. Типично село насељавало је 900 до 1.600 људи, који су живели у 30 до 40 дугих кућа. Села су премештана отприлике сваких десет година, јер је тло постајало мање плодно, а шума, из које су узимали дрво за огрев, проређена. Хурони су трговали, претежно дуваном, са суседним народима Петунима и Неутралима.
Хуронски начин живота подразумевао је поделу послова на мушке и женске. Мушкарци су ловци; лове дивљач да би прехранили свој народ, а жене су израђивале одећу, кувале и припремале храну од уловљене дивљачи, обрађивале земљу и гајиле децу.
У току трудноће жене су се закључавале у колибе у шуми, како би трудноћа имала што мањи утицај на остале чланове породице; правило је било да труднице посећују само њихове мајке и бабе, да би провериле како протиче трудноћа. Трудницама у току трудноће и порођаја су помагале само друге жене, док су се мушкарци понашали као да се ништа не дешава. Чланови друштва били су задовољнији рођењем девојчице него дечака, јер су веровали да ће она гарантовати будућност народа рађањем деце. Жене које су родиле девојчицу су више уважаване.
Хурони су као и други ирокешки народи имали матрилинеарни систем сродства, сматрало се да су деца рођена у мајчиној породици. Она су свој статус наслеђивала од мајке; њен старији брат био је важнији њеним синовима од њиховог биолошког оца.
Деца су док су одрастала, постепено преузимала своју улогу у друштву. Деца оба пола учила су од одраслих како да раде одређене ствари које ће касније бити од користи народу. На пример, девојчице су училе како да праве одећу за лутке, што им је помагало да науче како да праве праву одећу. Дечацима су давани минијатурни лукови како би вежбали лов на врло ситну дивљач. Деца у раном узрасту су равномерно интегрисана у друштво. Добијала су на основу својих година мале задатке које су извршавала. Дечаци вежбају лов и повремено прате мушкарце који иду у лов. То што су дечаци заједно са одраслим мушкарцима ишли у лов, омогућавало им је да из прве руке науче како да лове, добијали су савете шта да раде током лова и стицали су искуство које им је помагало да развију потребне вештине које су им користиле када постану старији. Девојчице су училе на исти начин. Гледале су како жене обављају своје обавезе и опонашале их. Девојчице су правиле одећу за своје лутке и на тај начин се припремале да праве одећу кад постану девојке и касније удате жене.

## Рат
Шамплен је од Ирокеза направио смртне непријатеље када је са Хуронима водио рат против њих. Тиме је покварио њихове међусобне односе, скоро сто година пре него што су суштински били успостављени; међутим, он је такође покушавао да склопи мир између два народа (Хурона и Ирокеза).
| „                                                    | Грмљавина и севање његове [Шампленове] аркебузе одјекивале су 150 година. Храбри непријатељ био је Мохок. Пет племена [Ирокези] гајило је несмањени анимозитет према Французима, са само кратким периодом стварног мира, од тада па надаље. | ” |
| — Вилијам Брендон, American Heritage Book of Indians | |   |